# 羅祖姆尼齊亞
49°18′12″N 30°13′1″E / 49.30333°N 30.21694°E
羅祖姆尼齊亞（烏克蘭語：Розумниця）是位於烏克蘭北部的村莊，由基辅州白采爾克瓦區的斯塔維謝市鎮負責管轄。該村始建於1675年，面積3.15平方公里，海拔高度222米，該城鎮人口608。